# Alex Boegschoten
Alexander Boegschoten, detto Alex (15 luglio 1956), è un ex pallanuotista olandese, vincitore di una medaglia di bronzo alle olimpiadi di Montreal 1976.